# Словачка на Светском првенству у атлетици у дворани 2014.
Словачка је учествовала на Светском првенству у атлетици у дворани 2014. одржаном у Сопоту од 7. до 9. марта дванаести пут. Репрезентацију Словачке представљало је двоје такмичара (1 мушкарац и 1 жена), који су се такмичили у две дисциплине.,
На овом првенству Словачка није освојила ниједну медаљу. Није било нових националних, личних и рекорда сезоне. У табели успешности према броју и пласману такмичара који су учествовали у финалним такмичењима (првих 8 такмичара) Словачка је са једним учесником у финалу заузела 50. место са 1 бодом.
| Плас. | Земља    | 1. место | 2. место | 3. место | 4. место | 5. место | 6. место | 7. место | 8. место | Бр. финал. | Бод. |
| ----- | -------- | -------- | -------- | -------- | -------- | -------- | -------- | -------- | -------- | ---------- | ---- |
| =50.  | Словачка | 0        | 0        | 0        | 0        | 0        | 0        | 0        | 1        | 1          | 1    |

## Учесници
| Мушкарци: - Адам Завацки — 60 м | Жене: - Дана Велдјакова — Троскок |  |

## Резултати

### Мушкарци
| Атлетичар    | Дисциплина | Лични рекорд | Квалификација | Квалификација | Полуфинале           | Полуфинале           | Финале               | Финале       | Детаљи |
| Атлетичар    | Дисциплина | Лични рекорд | Резултат      | Место         | Резултат             | Место                | Резултат             | Место        | Детаљи |
| ------------ | ---------- | ------------ | ------------- | ------------- | -------------------- | -------------------- | -------------------- | ------------ | ------ |
| Адам Завацки | 60 м       | 6,67         | 6,71          | 5. у гр. 2    | Није се квалификовао | Није се квалификовао | Није се квалификовао | 27 / 43 (44) |        |

### Жене
| Атлетичарка     | Дисциплина | Лични рекорд | Квалификација | Квалификација | Финале   | Финале | Детаљи |
| Атлетичарка     | Дисциплина | Лични рекорд | Резултат      | Место         | Резултат | Место  | Детаљи |
| --------------- | ---------- | ------------ | ------------- | ------------- | -------- | ------ | ------ |
| Дана Велдјакова | Троскок    | 14,30        | 14,10 кв, ЛРС | 4             | 13,75    | 8 / 11 |        |